# Dvärghare (ras)
Dvärgharen är en ras av tamkanin.
Den väger 0,7 till 1,3 kg. Den var den första dvärgkaninrasen som avlades fram, vilket skedde i England i början av 1800-talet. Den första Dvärgharen visades på utställning år 1884. Dock är det egentligen missvisande att dvärgharen kallas för hare, då den är en framavlad kaninras som endast i utseendet påminner om en hare. Den har en lång, slank kropp och långa smala ben. Huvudet är långsmalt och dvärgharen har långa, smala, stående öron som skall vara mellan 5 och 6 cm. Dvärgharens päls är mjuk och glansig och skall förhållandevis vara kort, ca 2 cm. Dvärgharen är förfader till hermelinkaninen och påminner därför mycket om denna ras. Dvärgharen sägs dock vara livligare i temperamentet och hermelinkaninen har en fastare, kompaktare kropp. Dvärgharen är istället slank, liten och smidig och dessa egenskaper gör dvärgharen till en mycket bra hoppkanin och den används därför ofta inom tävling. 
Dvärgharen kom till Danmark första gången år 1987 och till de övriga nordiska länderna år 1988. Dvärgharen är alltså en ganska ny ras i Sverige trots att den är den första dvärgkaninrasen.

## Färger
Dvärgharen är godkänd i samtliga färger och teckningar men den ursprungliga färgen var vit päls och röda ögon. Den är ungefär samma storlek som hermelinkaninen, men den är "spinkigare" och mer harliknande.